# U-960
Unterseeboot 960 foi um submarino alemão do Tipo VIIC, pertencente a Kriegsmarine que atuou durante a Segunda Guerra Mundial.
O U-960 esteve em operação entre os anos de 1943 e 1944, realizando neste período 5 patrulhas de guerra, nas quais afundou três embarcações aliadas, sendo uma destas um navio de guerra.
Foi afundado  no dia 19 de maio de 1944 por cargas de profundidade lançadas pelos contratorpedeiros USS Niblack, USS Ludlow e aeronaves Wellingtons (Sqdn 36) e Venturas (Sqdn 500), causando a morte de 31 de seus 51 tripulantes.

## Comandantes
| Comandante             | Data                                       |
| ---------------------- | ------------------------------------------ |
| Oblt. Günther Heinrich | 28 de janeiro de 1943 - 19 de maio de 1944 |

## Subordinação
Durante o seu tempo de serviço, esteve subordinado às seguintes flotilhas:
| Período                                     | Flotilha                  |
| ------------------------------------------- | ------------------------- |
| 28 de janeiro de 1943 - 31 de julho de 1943 | 5. Unterseebootsflottille |
| 1 de agosto de 1943 - 19 de maio de 1944    | 3. Unterseebootsflottille |

## Operações conjuntas de ataque
O U-960 participou das seguinte operações de ataque combinado durante a sua carreira:
- Rudeltaktik Wiking (20 de setembro de 1943 - 3 de outubro de 1943)
- Rudeltaktik Coronel 1 (15 de dezembro de 1943 - 17 de dezembro de 1943)
- Rudeltaktik Amrum (18 de dezembro de 1943 - 23 de dezembro de 1943)
- Rudeltaktik Rügen 4 (23 de dezembro de 1943 - 28 de dezembro de 1943)
- Rudeltaktik Rügen 3 (28 de dezembro de 1943 - 31 de dezembro de 1943)

## Coordenadas
1. ↑  em posição 37° 20' N 1° 35' O